# Futureshock
Futureshock was een Britse danceact die actief is geweest op het gebied van progressive house. De groep bestond uit Alex Tepper en Phil Dockerty. De groep was rond 2003 het actiefst. Ze zijn het meest bekend van de single On My Mind (2003). Ook maakten ze veel remixen.  

## Geschiedenis
Zowel Tepper als Dockerty zijn vanaf het midden van de jaren negentig actief in diverse danceprojecten. Een klein succesje heeft Tepper met de UK garage plaat Diamond Rings '96 van X-Presidents. In 1997 verschijnt op het Urban Hero label de eerste single Dancin'/Mars Attacks. Ook maken ze remixes voor onder andere Peter Rauhofer, Underworld, Jennifer Lopez en Joey Negro. In 1999 krijgen ze een contract bij Junior Boy's Own. Daar verschijnt de single Sparc (2000). Ook staat er een remix van hen op de single Porcelain van Moby. Na nog enkele singles brengen ze het album Phantom Theory (2003) uit. Daarvan groeit de single On My Mind uit tot een hit in meerdere landen. Het nummer is meer op de radiostations gericht, en gezongen door Ben Onono. Ook brengt Futureshock nog een videoclip uit van dit album van het nummer Late At Night. De groep treedt de periode daarna op bij enkele festivals maar verdwijnt vervolgens weer geruisloos van het toneel. In 2008 wordt nog de single Tiger Dust uitgebracht, maar die is geen succes. Tepper breng zo nu en dan een productie of remix uit.

## Discografie

### Albums
- Phantom Theory (2003)

### Hitsingles
| Single met eventuele hitnotering(en) in de Nederlandse Top 40 | Datum van verschijnen | Datum van binnenkomst | Hoogste positie | Aantal weken | Opmerkingen                             |
| ------------------------------------------------------------- | --------------------- | --------------------- | --------------- | ------------ | --------------------------------------- |
| On My Mind                                                    | 2003                  | 09-08-2003            | 31              | 5            | met Ben Onono / Dancesmash op Radio 538 |